# 소프트웨어 유지보수자
소프트웨어 유지보수자, 소프트웨어 유지관리자 또는 패키지 유지보수자는 자유-오픈 소스 소프트웨어와 내부 소스 소프트웨어에서 일반적으로 배포를 위해 소스 코드를 바이너리 패키지로 빌드하고, 패치 (컴퓨팅)를 커밋하거나, 소스 저장소에서 코드를 구성하는 한 명 이상의 사람이다. 유지보수자가 프로젝트 작업을 중단하면 프로젝트 개발도 중단된다. 유지보수자와 관련되지 않은 다른 사람이 프로젝트의 새 버전을 출시하면 포크 (소프트웨어 개발)가 생성되었다고 한다. 예를 들어 uClibc에서 발생했다.
유지보수자는 사람들이 바이너리의 진위 여부를 확인할 수 있도록 바이너리에 암호화 서명을 하는 경우가 많다.

## 같이 보기
- 소프트웨어 유지보수
- 소프트웨어 개발
- 코드 검토